# Synagoga w Kowarach
Synagoga w Kowarach – synagoga znajdująca się w Kowarach przy ulicy Poprzecznej 6.
Synagoga została zbudowana w XIX wieku. Podczas II wojny światowej hitlerowcy zdewastowali synagogę. Obecnie w budynku znajduje się magazyn.
Murowany budynek synagogi wzniesiono na planie prostokąta. Do dziś częściowo zachował się wystrój zewnętrzny, w tym kilka półokrągle zakończonych okien.